# レオネス・デル・エスコヒード
レオネス・デル・エスコヒード (英・西：Leones del Escogido) はドミニカ共和国のウィンターリーグのプロ野球チームである。
サントドミンゴに本拠地を置いている。1921年に設立。レオネスはライオンの意味であり、エスコヒードは選抜の意味であり、「選ばれたライオンたち」という意味のチーム名である。ドミニカ共和国では最も成功したチームの一つである。ドミニカリーグ全国大会を15タイトル獲得。
カリビアンシリーズでもタイトルを獲得。また、ドミニカプロ野球チーム3分の1は優勝。
チームの本拠はキスケージャスタジアム。
選手の健康ケアに非常に意識のある球団であり、トレーナーの経験を持つスタッフが医師とともにメディカルスタッフを形成している。
カルロス・ピメンテル (Carlos Pimentel)が人気の選手である。
支配下選手は40人。
横浜DeNAベイスターズの筒香嘉智が2015年オフに志願してプレーし、松井飛雄馬、乙坂智が練習参加する。

## 所属選手
| 投手 - 0 アレックス・コロメ (Álex Colomé) - 29 ラファエル・ソリアーノ (Rafael Soriano) - 30 ネルソン・パヤノ (Nelson Payano) - 40 レイニー・ララ (Rainy Lara) - 43 ホルヘ・ソーサ (Jorge Sosa) - 46 カルロス・ピメンテル (Carlos Pimentel) - 49 ホセ・ベラス (José Veras) - 50 ユニオル・ノボア (Yunior Novoa) - 66 ラモン・ガルシア (Ramon Garcia) - 67 ホルヘ・デ・レオン (Jorge de León) - 74 エルヴィン・ラミレス (Elvin Ramírez) - 74 エニー・ロメロ (Enny Romero) - 75 デニー・ボーティスタ (Denny Bautista) - 76 エドワード・パレデス (Edward Paredes) - 77 ジョーダン・ノルベルト (Jordan Norberto) - 78 ジミー・コルデロ (Jimmy Cordero) - 79 アルマンド・ロドリゲス (Armando Rodriguez) - 81 曹錦輝 (Chin-hui Tsao) - 84 ヒース・ワイアット (Heath Wyatt) - 85 ジョーダン・ジャンコウスキー (Jordan Jankowski) - 86 ニック・アディトン (Nick Additon) - 88 ジャレッド・モーテンセン (Jared Mortensen) | 捕手 - 16 チャーリー・ヴァレリオ (Charlie Valerio) - 44 ウィルキン・カスティーヨ (Wilkin Castillo) - 87 ロッキー・ゲイル (Rocky Gale) 内野手 - 0 ラモン・サンティアゴ (Ramón Santiago) - 2 マイケル・アルマンサー (Michael Almanzar) - 9 ホルヘ・ポランコ (Jorge Polanco) - 15 ペドロ・シリアコ (Pedro Ciriaco) - 19 アレックス・バルデス (Alex Valdez) - 33 ペドロ・ロペス (Pedro López) - 82 テイラー・モッター (Taylor Motter) - 87 パトリック・キブルハン (Patrick Kivlehan) 外野手 - 1 ラファエル・ボーティスタ (Rafael Bautista) - 12 エウリー・ペレス (Eury Pérez) - 22 メルキー・メイサ (Melky Mesa) - 38 ジミー・パレデス (Jimmy Paredes) - 83 筒香嘉智 (Yoshitomo Tsutsugoh) - 89 ジョーイ・リカード (Joey Rickard) - 102 エドウィン・モレノ (Edwin Moreno) |
| 2015年12月2日更新 [リーグ公式サイト(スペイン語)より：ロースター ] | |